# Kingsbury (métro de Londres)
Pour les articles homonymes, voir Kingsbury.
Kingsbury (en anglais : Kingsbury tube station ou Kingsbury Underground Station), est une station de la ligne Jubilee du métro de Londres, en zone 2 Travelcard. Elle est située sur la Kingsbury Road, à Kingsbury, sur le territoire du borough londonien de Brent, dans le Grand Londres.

## Situation sur le réseau
La station Kingsbury de la ligne Jubilee du métro de Londres est située entre la station Queensbury, en direction du terminus Stanmore  et la station Wembley Park en direction du terminus Stratford. Elle dispose de deux quais latéraux, numérotés 1-2, qui encadrent les deux voies de la ligne.

Plans de la ligne, du réseau du métro et des transports à Londres
Jubilee line.
Plan du métro.
Réseaux de Londres.

## Histoire
Kingsbury est mise en service le 9 décembre 1932 lorsque le ministre des transports ouvre officiellement l'exploitation de la ligne à Wembley Park avant de passer dans la station à bord d'une rame spéciale.

## Services aux voyageurs

### Accès et accueil
L'accès principal de la station est situé sur la Kingsbury Road, à Kingsbury.

### Desserte
Kingsbury est desservie par les rames de la ligne Jubilee du métro de Londres circulant sur la relation Stanmore  - Stratford (ou Neasden).

Installations et desserte
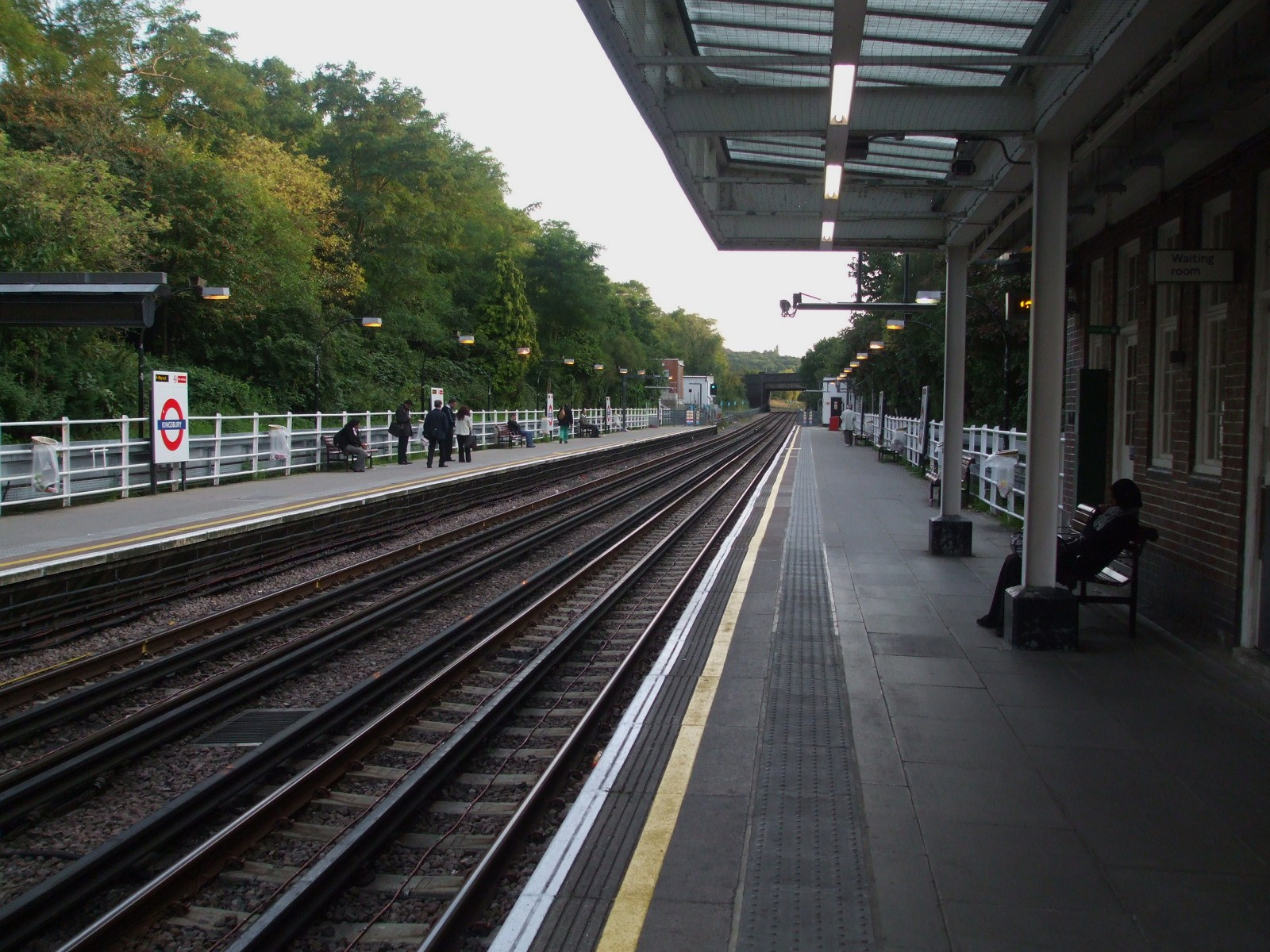
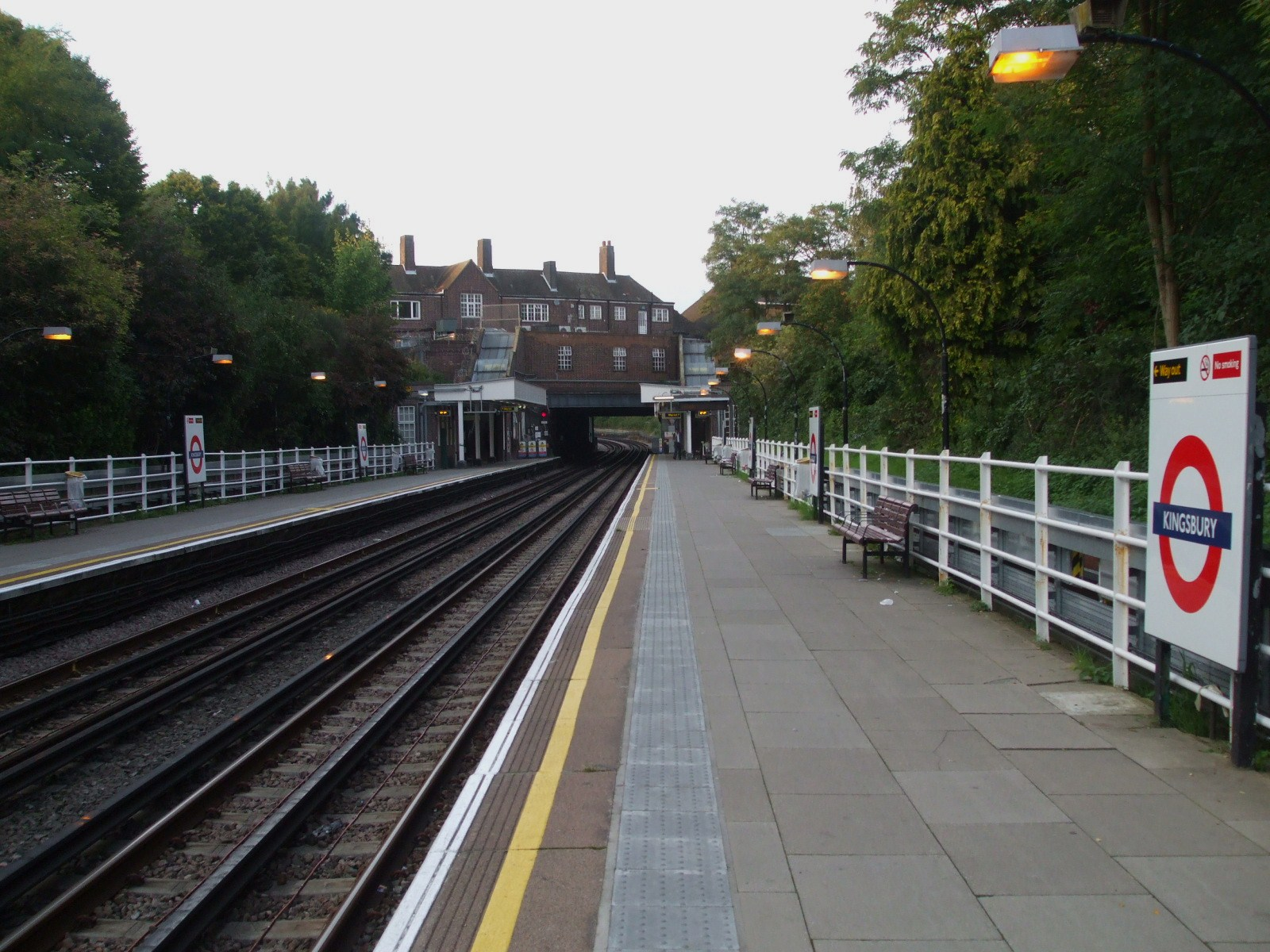
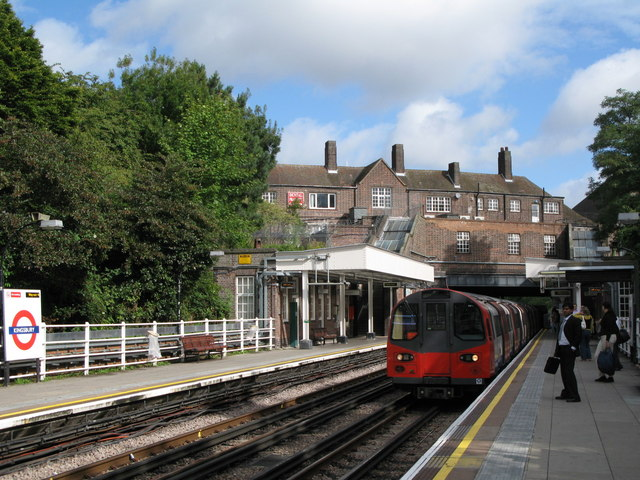

### Intermodalité
La station est desservie par des lignes des autobus de Londres : 183, 204, 324, 653, 683 et N98.

## À proximité
- Kingsbury